# Chicagoverklaringen
De Chicago Verklaringen over de Onfeilbaarheid van de Bijbel ofwel de Stellingen van Chicago (Engels: Chicago Statement on Biblical Inerrancy) zijn in oktober 1978 opgesteld door ongeveer 200 evangelicaleleiders. Deze stellingen hebben als doel om de onfeilbaarheid van de Bijbel te verdedigen tegenover de vrijzinnige theologie. De ondertekenaars komen uit verschillende evangelicale kerken en onder hen zijn mensen als James Boice, Carl F.H. Henry, James Packer en Francis Schaeffer.

## Opbouw
De stellingen bestaan uit 3 hoofddelen. Het eerste deel betreft het voorwoord en samenvatting. Het tweede deel bestaat uit de eigenlijke stellingen. Er zijn 19 stellingen, die elk bestaan uit twee delen. Het eerste gedeelte is positief (wij belijden dat...), het tweede gedeelte is negatief (wij ontkennen dat...) gesteld. Het derde hoofddeel is een expositie, waarin de opvattingen over schepping, autoriteit, onfeilbaarheid van de schrift, scepticisme en vertaling uiteengezet worden.